# Tivia fratercula
Tivia fratercula är en kackerlacksart som beskrevs av Rehn, J. A. G. 1922. Tivia fratercula ingår i släktet Tivia och familjen Polyphagidae. Inga underarter finns listade i Catalogue of Life.